# Princeza Mononoke
[[Kategorija:]]
Princeza Mononoke (jap. Mononoke Hime) je slavni anime film fantastike iz 1997. godine koji je režirao Hayao Miyazaki, a kojemu je to sedmi dugometražni film. Radnja se odigrava u srednjovjekovnom Japanu kada se princ umirućeg plemena našao usred konflikta između šumskih bogova i stanovnika jednog grada koji krče šumu. 
"Princeza Mononoke" je postala najkomercijalniji film u Japanu, sve dok ju nije potukao "Titanic" par mjeseci kasnije, a s uspjehom je prikazana i u kinima diljem svijeta, pa tako i u Hrvatskoj. U SAD-u je film zaradio 2.3 milijuna $. Danas se nalazi na listi 250 najboljih filmova na siteu IMDb.com, a Roger Ebert ga je uz to stavio na 6. mjesto na svojoj listi 10 najboljih filmova 1999.

## Filmska ekipa
Režija: Hayao Miyazaki
Glasovi: Yoji Matsuda (Ashitaka), Yuriko Ishida (San/princeza Mononoke), Yuko Tanaka (Lady Eboshi), Kaoru Kobayashi (Jiko-bo), Akihiro Miwa (Moro), Sumi Shimamoto (Toki) i drugi.

## Radnja
Srednjovjekovni Japan. Ashitaka je princ malog sela u divljini kojeg je napalo čudnovato biće divlje svinje prekriveno crvenim pijavicama, znano kao bog nerast. Ashitaka ubije biće u samoobrani, no biva od njega ranjen na ruci i zaražen od smrtonosne bolesti. Pošto su poglavice sela u biću našli željezni metak zaključe da potječe sa zapada. Ashitaka kreće na putovanje kako bi našao lijek protiv bolesti. Ubrzo nailazi na željezni grad, utvrdu čiji su stanovnici ljudi koje je odbacilo društvo - gubavci, prostitutke, siromašni - a koju vodi podla lady Eboshi i koja krči šumu radi ruda. Uništavanjem prirode probudila je gnjev šumskih bogova. 
Ashitaka ubrzo sretne i San, zvanu princeza Mononoke, koju su odgojili vukovi i koja se bori protiv željeznog grada kako bi zaštitila šumu. Ona ga isprva ne podnosi samo zato što je čovjek. San uspije ući u utvrdu i napasti Eboshi, ali ih razdvoji Ashitaka te izvuče San van u šumu. Iscrpljen, on padne u nesvijest a ona ga odluči njegovati u šumi te shvati da je drugačiji od ostalih ljudi. Ona ga stavi u sredini šume kraj čarobnog jezera gdje se pojavi šumski bog Shishigami koja ga izliječi od rana, ali mu ostavi ruku bolesnu. No sukob između dviju strana samo se poveća. Eboshi s grupom ratnika upadne u šumu te s puškom odrubi glavu Shishigamija, koju stavi u kutiju. Njegovo tijelo počinje nekontrolirano rasti, prijeteći uništiti cijelu dolinu. Ashitaka i San uspiju mu vratiti glavu koja regenerira šumu te izliječi njegovu ruku.

## Nagrade
- Nominacija za Zlatni Satelit ( najbolji animirani film ).
- Osvojena nagrada "Award of Japanese Academy" ( najbolji film ).

## Zanimljivosti
- Ovo je prvi Miyazakijev film koji je službeno prikazan u hrvatskim kinima 2000.
- "Princeza Mononoke" je postala prvi film studija Ghibli koji je zbog nasilja bio zabranjen gledateljima mlađim od 12 godina.
- Miyazaki je isprva planirao da mu ovo bude posljednje ostvarenje. No kasnije je ipak snimio još dva filma; Avanture male Chihiro i Pokretni dvorac.
- Miyazaki je osobno nacrtao ili ispravio više od 80.000 od 144.000 crteža filma.
- Riječ "Mononoke" znači "ljuti duh".
- Kao i svakom filmu Miyazakija, i ovaj ima njegov zaštitni znak - svinje.

## Analiza
Film ima mnogo tmurno poetičnih ideja - na primjer, neobjašnjiva "bolest" ubija dušu živog bića, ali i nakon toga tjera njegovo tijelo da čini zlodjela, pa bi se mogla protumačiti kao fizička slika mržnje. Likovi nisu jasno podijeljeni na dobre i zle, u čemu prednjači gospa Eboshi, koja s jedne strane počini najveću strahotu u filmu (s puškom odrubi glavu Shishigamiju, šumskom bogu), ali s druge brani svoju zajednicu kao brižna i pravedna majka. Ovo je tehnički savršen i idejno ambiciozan film, ali nije za sve ukuse jer ne zazire od nasilja i nepravde. S druge strane, prožima ga čovjekoljublje s kojim se ne može usporediti nijedno američko animirano ostvarenje. Uz to što predvodi ekološku debatu, priča polemizira i iracionalnu mržnju koja pomućuje zdravi razum. Prisutna je i potraga za identitetom (San se ne može odlučiti bi li bila čovjek ili vuk).

## Kritike
Radi se o ozbiljnom, odraslom i vrlo tmurnom ostvarenju Miyazakija, koje je ocijenjeno kao njegov najbrutalniji i najhrabriji film, a koje kao i njegovo prijašnje ostvarenje "Nausikaja iz vjetrovite doline" polemizira ekološke tematike (uništavanje prirode od čovjeka, zagađenje okoliša). Tako je kritičar Joe Baltake napisao: "Čudna i snažna, "Princeza Mononoke" Hayaoa Miyazakija postavlja nove standarde u animaciji", Jonathan Foreman je hvalio "Prekrasan film koji vas proganja i drži vašu pozornost usprkos duljini i nasilju". Nenad Polimac, koji je tada pisao za Nacional, je film proglasio svojim najdražim koji je te godine igrao u hrvatskim kinima: "Miyazakijev vizualni stil iznikao je iz klasičnog japanskog slikarstva, no ono što najviše impresionira je njegova delikatna animacija. Poput većine lijepih filmova, ni "Princezu Mononoke" ne mogu vam dočarati riječima. Morate ju pogledati osobno i nećete požaliti - to je najuzbudljiviji filmski događaj u hrvatskim kinima ove godine".
Roger Ebert je filmu dao 4 od 4 zvijezde: "Ja idem gledati filmove zbog mnogo razloga. Ovo je jedan od njih. Želim vidjeti zapanjujuće prizore koji se ne nalaze u stvarnome svijetu, u pričama gdje se mitovi i snovi oslobađaju kako bi slobodno zaigrali. Animacija oslobađa takvu mogućnost zato što je lišena gravitacije i lanaca mogućeg. Realistični filmovi pokazuju fizički svijet. Animacija pokazuje esenciju";
S druge strane, nezadovoljni Andy Klein napisao: "Predugačko i dramatično neintrigantno", kao i Scott Renshaw; "Princeza Mononoke se toliko trudi biti vjerna legendama i porukama da poželite da je više pažnje podarila svojim likovima. Sukobi glavnih likova su predstavljeni samo sporadično, tako da se priča koncentrirala samo na povijesno razdoblje i filozofiju...Povremeno se čini da je Princeza Mononoke animirana varijanta još jednog ovogodišnjeg ostvarenja u kojoj je mitska poezija važnija od sadržaja; Ratovi zvijezda: epizoda 1 - Fantomska prijetnja".

## Vanjske poveznice
- Princeza Mononoke u internetskoj bazi filmova IMDb-a
- Rottentomatoes.com  Arhivirana inačica izvorne stranice od 17. srpnja 2006. (Wayback Machine) Recenzije
- Nausicaa.net
- Recenzija na popcorn.hr
- Princess-mononoke.com